# Lamprotornis
Genre
Lamprotornis est un genre composé de 23 espèces de passereaux propres à l'Afrique subsaharienne. Ces oiseaux portent un plumage très irisé avec des nuances vertes et bleues.

## Liste d'espèces
D'après la classification de référence (version 2.2, 2009) du Congrès ornithologique international (ordre phylogénique) :
- Lamprotornis nitens – Choucador à épaulettes rouges
- Lamprotornis chalybaeus – Choucador à oreillons bleus
- Lamprotornis chloropterus – Choucador de Swainson
- Lamprotornis elisabeth – Choucador élisabeth
- Lamprotornis chalcurus – Choucador à queue violette
- Lamprotornis splendidus – Choucador splendide
- Lamprotornis ornatus – Choucador de Principé
- Lamprotornis iris – Choucador iris
- Lamprotornis purpureus – Choucador pourpré
- Lamprotornis purpuroptera – Choucador de Rüppell
- Lamprotornis caudatus – Choucador à longue queue
- Lamprotornis regius – Choucador royal
- Lamprotornis mevesii – Choucador de Meves
- Lamprotornis australis – Choucador de Burchell
- Lamprotornis acuticaudus – Choucador à queue fine
- Lamprotornis superbus – Choucador superbe
- Lamprotornis hildebrandti – Choucador de Hildebrandt
- Lamprotornis shelleyi – Choucador de Shelley
- Lamprotornis pulcher – Choucador à ventre roux
- Lamprotornis unicolor – Choucador cendré
- Lamprotornis fischeri – Spréo de Fischer
- Lamprotornis bicolor – Spréo bicolore
- Lamprotornis albicapillus – Spréo à calotte blanche